# مسعود أباد (تشالدران)
مسعود أباد (بالفارسية: مسعودآباد) هي قرية تقع في قسم آواجيق الجنوبي الريفي (مقاطعة تشالدران) في إيران. يقدر عدد سكانها بـ 48 نسمة بحسب إحصاء 2016.